# Α2-Adrenozeptor
Die α2-Adrenozeptoren sind im zentralen und peripheren Nervensystem vorkommende Rezeptoren, die durch Adrenalin und Noradrenalin aktiviert werden. Sie vermitteln ihre Effekte über inhibitorische Gi/o-Proteine. Auf Grund ihrer pharmakologischen Eigenschaften werden sie in vier Subtypen unterteilt: α2A, α2B, α2C und α2D, wobei der α2D-Subtyp nicht in Säugetieren vorkommt.

## Vorkommen und Funktion
α2-Adrenozeptoren kommen in hoher Dichte sowohl prä- als auch postsynaptisch (siehe Synaptischer Spalt) im Zentralnervensystem und im peripheren Nervensystem vor. Im Zentralnervensystem führt eine Aktivierung von α2-Adrenozeptoren zu überwiegend inhibitorischen Effekten: Hemmung der Neurotransmitter-Freisetzung, Analgesie, Sedierung, zentrale Blutdrucksenkung und Hypothermie. Periphere Funktionen schließen eine Vasokonstriktion (paradoxe Clonidin-Wirkung nach i. v. Applikation) und eine Förderung der Thrombozytenaggregation ein.

## Pharmakologie
α2-Adrenozeptor-Agonisten, kurz α2-Agonisten, entfalten physiologisch in negativer Rückkopplung einen Effekt, der sympatholytisch ist; sie können somit indirekte Sympatholytika oder Antisympathotonika genannt werden. Die α2-Rezeptor-Interaktion führt zur Abnahme der Erregungsleitung (Aktionspotentialfrequenz) in sympathischen Anteilen des vegetativen Nervensystems. Therapeutisch werden sie daher
- zur Behandlung der arteriellen Hypertonie (Clonidin, Moxonidin) eingesetzt (nur noch bei therapieresistenter Hypertonie und in der Kombinationstherapie[2])
- in der Schweiz und in den USA wird Clonidin auch zur Behandlung des ADHS eingesetzt.[3][4]
- zur Senkung des Augeninnendrucks beim chronischen Weitwinkelglaukom (Clonidin, Brimonidin und Dipivefrin) eingesetzt.
- als zentral wirksames Muskelrelaxans (Tizanidin) durch die Hemmung exzitatorischer Interneurone eingesetzt. Tizanidin wird klinisch bei zentral bedingter Spastik und schmerzbedingten Muskelverspannungen angewendet.
- Daneben werden α2-Adrenozeptor-Agonisten in der Human- und Veterinärmedizin auch als Sedativa und Narkotika eingesetzt (z. B. Xylazin, Dexmedetomidin, Medetomidin)
- Der ⍺2-Rezeptoragonist ⍺-Methyldopa wird zur Behandlung der Hypertonie in der Schwangerschaft eingesetzt. Im Gegensatz zu vielen anderen Medikamenten ist die Sicherheit und Wirksamkeit in der Schwangerschaft hier gut untersucht.[5]

α2-Adrenozeptor-Antagonisten wirken über den oben erwähnten negativen Feedbackmechanismus als indirekte Sympathomimetika: sie erhöhen die Aktionspotentialfrequenz des sympathischen Nervensystems. Therapeutisch werden sie zur Steigerung der männlichen Sexualfunktion (Yohimbin) und als Antidepressiva (Mianserin, Mirtazapin und das – primär an anderen Rezeptoren wirkende – Trazodon) eingesetzt.
| Eigenschaft            | α2A/D                                                                  | α2B                                                                    | α2C                                                                    |
| ---------------------- | ---------------------------------------------------------------------- | ---------------------------------------------------------------------- | ---------------------------------------------------------------------- |
| Agonisten              | Adrenalin, Noradrenalin, Clonidin, Moxonidin, Brimonidin, ⍺-Methyldopa | Adrenalin, Noradrenalin, Clonidin, Moxonidin, Brimonidin, ⍺-Methyldopa | Adrenalin, Noradrenalin, Clonidin, Moxonidin, Brimonidin, ⍺-Methyldopa |
| Selektive Agonisten    | Guanfacin                                                              | –                                                                      | –                                                                      |
| Antagonisten           | RS 79948, RX821002, Yohimbin, Rauwolscin                               | RS 79948, RX821002, Yohimbin, Rauwolscin                               | RS 79948, RX821002, Yohimbin, Rauwolscin                               |
| Selektive Antagonisten | BRL44408                                                               | ARC 239                                                                | –                                                                      |
| Funktion               | Hypotension, Sedierung, Analgesie, Plättchenaggregation                | Vasokonstriktion                                                       | –                                                                      |

Plötzliches Absetzen einer Dauermedikation mit α2-Agonisten kann unter anderem zu gefährlich erhöhtem Blutdruck, Tachykardie und Kopfschmerzen führen.

## Signalübertragungswege am α2-Adrenozeptor
- Hemmung der Adenylylcyclase[7]
- Mobilisierung von Calcium-Ionen aus intrazellulären Speichern[8]
- Stimulation des Calcium-Einstroms durch L-Typ Kanäle[8]
- Hemmung des Calcium-Einstroms durch N-Typ Kanäle[9]
- Aktivierung von Kalium-Kanälen[10]
- Aktivierung des Natrium-/Wasserstoff-Antiports